# Rebeca (personaj biblic)

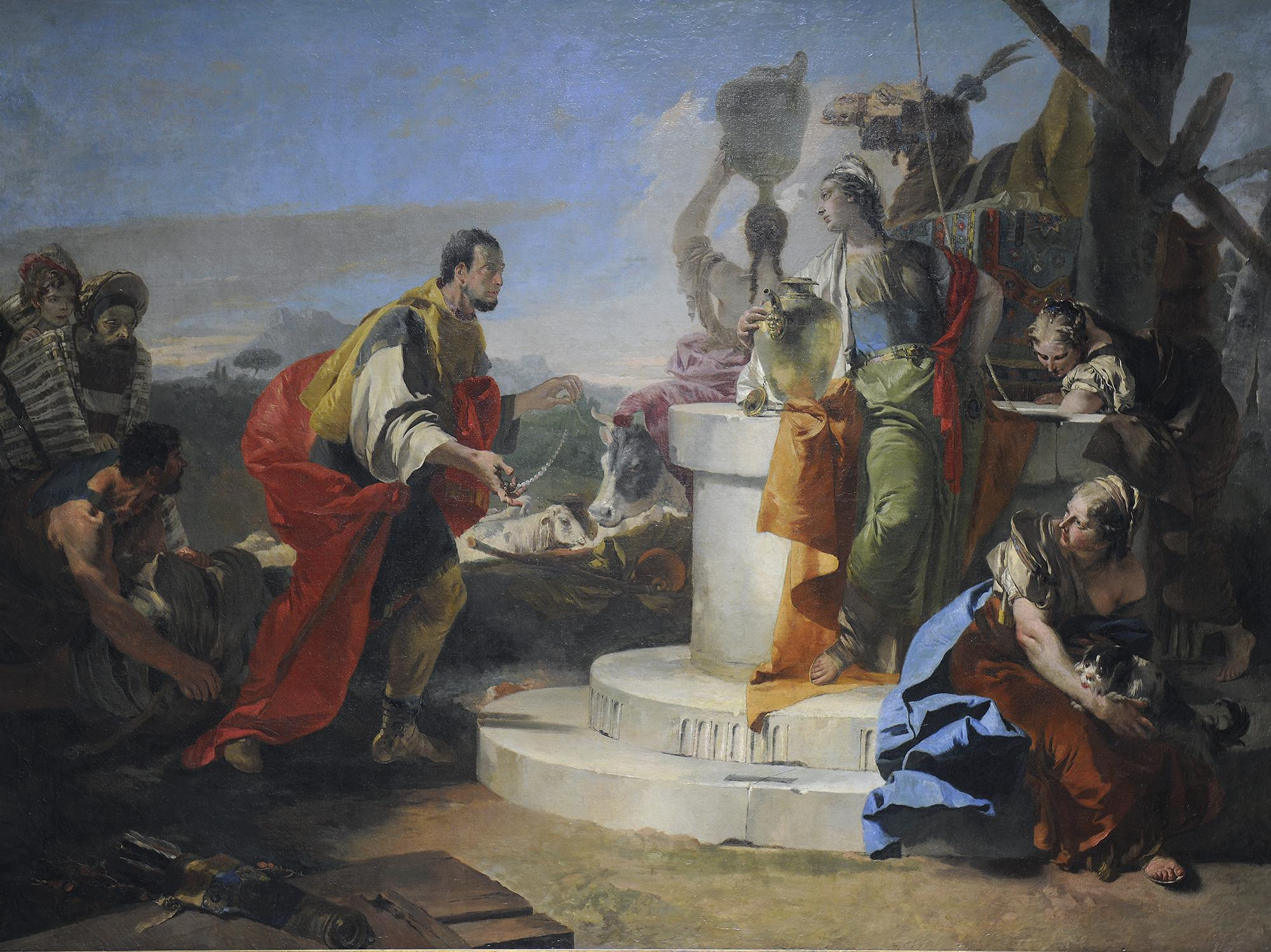
Rebeca la fântână
pictură de Giovanni Battista Tiepolo

Rebeca (în limba ebraică רִבְקָה, transliterat Riḇqāh, adică Rivca) este un personaj biblic. A fost sora lui Laban și fiica lui Betuel, deci nepoata lui Nahor, fratele lui Avraam. A devenit soția lui Isac și mama lui Iacob și Esau. S-a căsătorit la vârsta de trei ani, conform lui Rashi, care a calculat această vârstă în baza vârstelor menționate în Vechiul Testament.
Sara, care i-a dat naștere lui Isaac la vârsta de 90 ani, a murit imediat după ce Avraam a încercat să-l sacrifice pe Isaac, ea fiind atunci în vârstă de 127 ani, ceea ce înseamnă că Isaac avea pe atunci în jur de 37 ani. Știrea despre nașterea Rebecăi a ajuns la Avraam imediat după acest eveniment. Isaac era în vârstă de 40 de ani când s-a căsătorit cu Rebeca, ceea ce înseamnă ca Rebeca era în vârstă de trei ani atunci când s-a căsătorit. Alți evrei consideră că la căsătoria lor Isaac era în vârstă de 54 de ani, iar Rebeca în vârstă de 39 de ani.
Conform Seder Olam Rabbah și Targum Pseudo-Jonathan, Rebeca era în vârstă de trei ani la căsătorie, cifră acceptată de cei mai mulți autori rabinici medievali, inclusiv Rashi.
Alți autori au susținut că atunci ea avea vârsta de 14 ani.